# Midway, Alabama
Midway là một thị trấn thuộc quận Bullock, tiểu bang Alabama, Hoa Kỳ. Dân số năm 2009 là 495 người, mật độ đạt 58 người/km².